# Marko Mesić
 Ovo je glavno značenje pojma Marko Mesić. Za časnika NDH koji se proslavio na istočnom bojištu pogledajte Marko Mesić (vojnik).
Marko Mesić (1640. – Karlobag, 2. veljače 1713.), hrvatski svećenik i ratnik.

## Životopis
Porijeklom je iz Brinjskog kraja, a 1689. godine organizirao je i dignuo narod na ustanak za konačno oslobođenje od Turaka. Pod njegovim je vodstvom banska i graničarska vojska oslobodila Liku i Krbavu.
Muslimansko stanovništvo je nastojao zadržati na zemlji prevodeći ga na katolicizam, a naročitu je pažnju obratio naseljavanju opustošenih krajeva, ponajviše pravoslavnim življem.
Protivio se planiranoj osvetničkoj akciji Josipa Vojnovića kojom je Vojnović nastojao osvetiti smrt Zrinskih i Frankopana.

## Vanjske poveznice
- Radoslav Lopašić: Dva hrvatska junaka: Marko Mesić i Luka Ibrišimović, Matica hrvatska, 1888., archive.org, digitaliziralo Sveučilište u Torontu